# Tylokepon naxiae
Tylokepon naxiae är en kräftdjursart som först beskrevs av Bonnier 1900.  Tylokepon naxiae ingår i släktet Tylokepon och familjen Bopyridae. Inga underarter finns listade i Catalogue of Life.